# Werner Bergner
Werner Bergner (* 22. Januar 1937) ist ein ehemaliger deutscher Fußballtorwart. Von 1956 bis 1964 war er Torwart bei Lokomotive Stendal in der DDR-Oberliga, der höchsten Spielklasse im DDR-Fußball.

## Sportliche Laufbahn
Zur Saison 1956 (Kalenderjahr-Spielrhythmus) wurde der 19-jährige Werner Bergner von der Betriebssportgemeinschaft (BSG) Lokomotive Stendal als zweiter Torwart hinter Günter Reh (* 1928) in das Oberligaaufgebot übernommen. In seinem ersten Oberligajahr kam Bergner neunmal in Punktspielen zum Einsatz, 1957 waren es elf Oberligaspiele. Nach der Saison 1957 musste Lok Stendal in die DDR-Liga absteigen und Reh beendete seine Laufbahn. An dessen Stelle wurde Horst Falke, drei Jahre jünger als Bergner, von Trainer Gerhard Gläser zum ersten Torwart bestimmt. Da auch Günter Reh noch zum Aufgebot gehörte, blieb für Bergner im DDR-Liga-Jahr 1958 nur ein Punktspieleinsatz. Nach dem sofortigen Wiederaufstieg spielte Lok Stendal 1959 wieder in der Oberliga, in der Bergner viermal eingesetzt wurde. Die Stendaler schafften den Klassenerhalt nicht und mussten 1960 erneut in der DDR-Liga antreten. In dieser Saison gelang es Bergner, Falke als Nummer eins im Stendaler Tor abzulösen und verteidigte seine Stellung auch in der Spielzeit 1961/62, in der Lok Stendal wieder in der Oberliga spielte. Nach der Rückkehr zum Herbst-Frühjahr-Spielrhythmus mussten in der Oberliga 39 Spiele ausgetragen werden, von denen Bergner 32 Begegnungen bestritt. Sein Konkurrent Falke war inzwischen zum SC Chemie Halle abgewandert. Lok Stendal verharrte weiter im Fahrstuhlrhythmus und stieg 1962 zum wiederholten Mal in die DDR-Liga ab. In der DDR-Liga-Saison 1962/63 verlor Bergner mit nur zehn Punktspieleinsätzen seinen Stammplatz wieder, den er an Jürgen Ißleb abgeben musste. Während die Stendaler wie gewohnt sofort wieder in die Oberliga aufstiegen und sich dort nun für längere Zeit halten konnten, gelang es Bergner nicht mehr, seinen Stammplatz in der Oberligamannschaft zurückzuerobern. In den beiden Oberligaserien 1963/64 und 1964/65 kam er insgesamt nur noch auf sieben Einsätze. Anschließend beendete er 28-jährig seine Laufbahn im Hochleistungssport.